# 維斯坎河

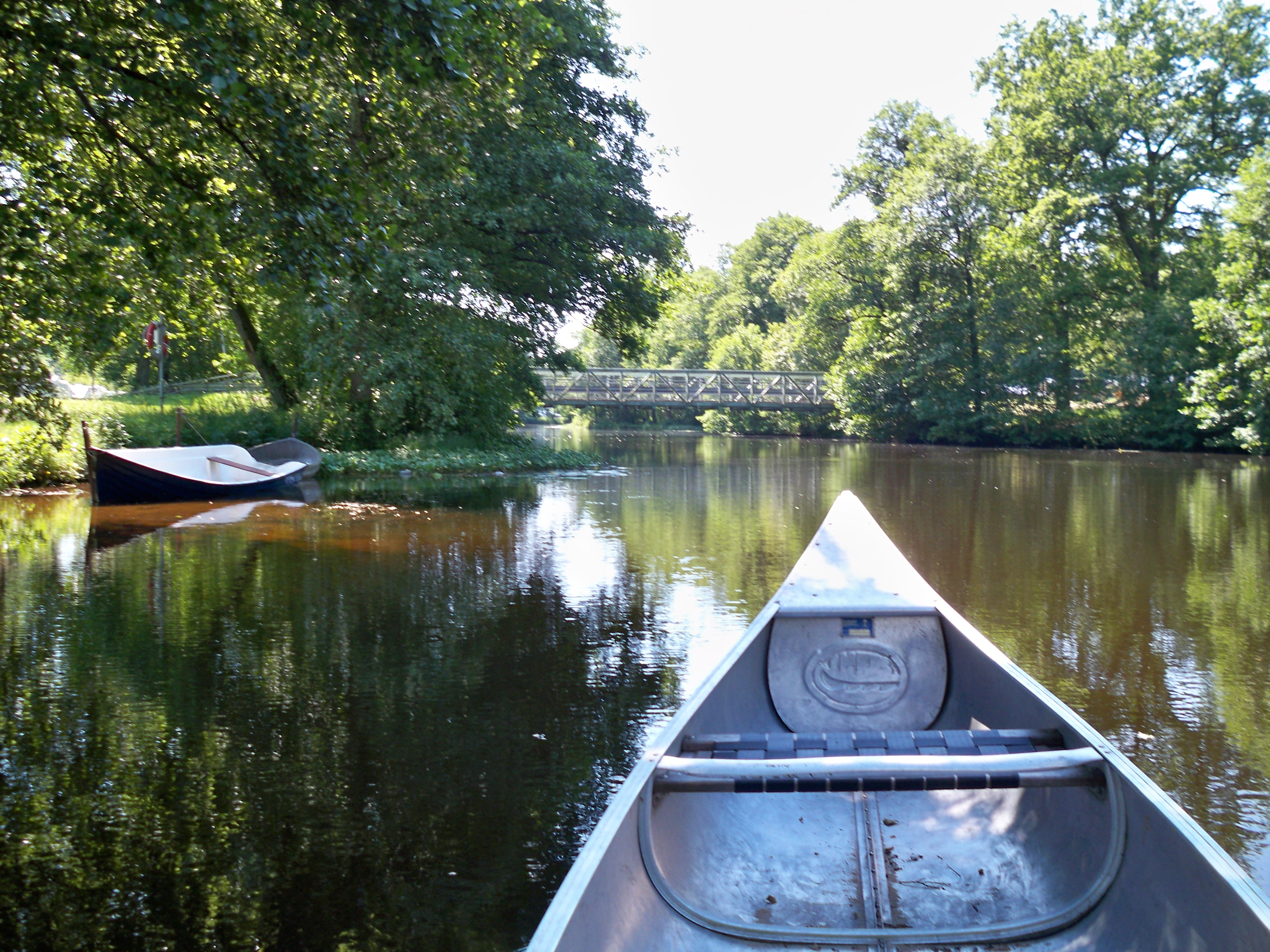

維斯坎河是瑞典的河流，位於該國西南部，流經西約塔蘭省和哈蘭省，河道全長140公里，流域面積2,202平方公里，平均流量每秒34立方米。